# Gotabaya Rajapaksa
Gotabaya Rajapaksa (en singhalais : ගෝඨාභය රාජපක්ෂ, Goṭhābhaya Rājapakṣa ; en tamoul : கோட்டாபய ராஜபக்ஸ), né le 20 juin 1949 à Weeraketiya, est un homme d'État sri-lankais. Il est élu président de la République le 18 novembre 2019, mais est contraint de démissionner de ce poste le 9 juillet 2022 en raison de la crise politique qui touche son pays depuis avril de la même année.

## Biographie

### Famille
Son père Don Alwin Rajapaksa (en) était un homme politique influent du Dominion de Ceylan, député de 1947 à 1965 et ministre de l'Agriculture de 1959 à 1960 dans le gouvernement de Wijayananda Dahanayake.
Son frère aîné Mahinda Rajapaksa a été Premier ministre de 2004 à 2005 puis président de la République de 2005 à 2015. Ses autres frères, Chamal Rajapaksa (en) et Basil Rajapaksa (en), sont députés au Parlement du Sri Lanka.

### Secrétaire d'État au ministre de la Défense (2005-2015)
Selon Mangala Samaraweera et Rajitha Senaratne, hauts responsables de la campagne de Sirisena, Mahinda Rajapaksa a tenté d'organiser un coup d'État pour rester au pouvoir quand il est devenu clair qu'il allait perdre l'élection présidentielle srilankaise de 2015. Ils allèguent que Rajapaksa et son frère Gotabaya Rajapaksa, le secrétaire à la Défense, ont convoqué le Commandant de l'armée Daya Ratnayake, l'inspecteur général de la Police Illangakoon et le Procureur général Yuwanjana Wanasundera à Temple Trees le 9 janvier 2015 vers une heure du matin. Rajapaksa aurait fait pression sur les trois responsables pour qu'ils déploient des troupes, annulent les résultats des élections et déclarent l'état d'urgence, mais ils ont refusé,. Selon le Telegraph de Colombo, Rajapaksa voulait également dissoudre le parlement. C'est seulement alors que Rajapaksa a décidé de concéder la défaite et a convoqué Wickremesinghe pour l'assurer d'une transition en douceur du pouvoir.
Un porte-parole de Rajapaksa a nié les allégations comme étant sans fondement,. L'armée et la police ont également nié les allégations.
En 2016, est formé, à la demande de Gotabaya Rajapaksa, un nouveau mouvement de la société civile appelé Viyathmaga. Ce mouvement a permis à Rajapaksa de se faire connaître en tant que candidat aux élections et a facilité la création de sa plate-forme électorale. Alors qu'il préparait sa course présidentielle, le mouvement a produit les Vistas of Prosperity and Splendour, un programme tentaculaire pour la nation qui couvrait tout, de la sécurité nationale à la lutte contre la corruption en passant par la politique de l'éducation, aux côtés de la promesse de faire passer la nation à une agriculture entièrement biologique dans le délai d'une décennie.

### Président de la République (2019-2022)

#### Élection
Son frère, Mahinda Rajapaksa, était président entre 2005 et 2015. Il avait battu les Tigres tamouls en 2009 dans la guerre civile qui avait duré plus de 30 ans, ce qui lui valut une certaine popularité dans la population cingalaise. Néanmoins, lors de l'élection présidentielle perdue en 2015, il a cherché à se maintenir au pouvoir par une tentative de coup d'état,. Puis, après 3 ans de pression sur le président Maithripala Sirisena, Mahinda se fait inconstitutionnellement nommer Premier ministre, et déclenche la crise constitutionnelle de 2018, où 2 premiers ministres sont en fonction. Il démissionnera le 14 décembre 2018.
Alors que des terroristes islamistes commettent les attentats du 21 avril 2019, le parti politique des Rajapaksa étant ultranationaliste, celui-ci regagne en popularité. Néanmoins, Mahinda décide de faire concourir son frère lors du Congrès des SLPP le 12 août 2019.
Gotabaya Rajapaksa est alors élu à la présidence de la République le 16 novembre 2019, face à Sajith Premadasa, qui était soutenu par les minorités musulmane et tamoule. Il prend ses fonctions le 18 novembre.

#### Exercice du pouvoir
Le 21 novembre, après la démission du chef du gouvernement sortant Ranil Wickremesinghe, il nomme son frère, l'ancien président Mahinda Rajapaksa, comme Premier ministre.
En réaction des attentats de 2019, il ferme des écoles musulmanes.
Quelques mois seulement après son élection, la pandémie de COVID-19 dévaste le secteur touristique sri-lankais, qui représentait près de la moitié des devises du pays en 2019. Dès les premiers mois de 2021, le budget et la monnaie du gouvernement sont en crise, le manque de dollars touristiques épuisant tellement les réserves de change que le Sri Lanka n'est pas en mesure de payer ses dettes envers les créanciers chinois à la suite d'une frénésie de développement des infrastructures au cours de la décennie précédente.
Fin avril 2021, Gotabaya Rajapaksa annonce que le Sri Lanka serait le premier pays du monde à devenir à 100 % producteur d'aliments biologiques, et interdit aussitôt l'importation de tous les produits chimiques phytosanitaires destinés à l'agriculture. Il confie sa politique agricole à des partisans du biologique, dont beaucoup sont impliqués dans des entreprises susceptibles de bénéficier de l'interdiction des engrais. Le résultat est brutal et rapide. Contrairement aux affirmations selon lesquelles les méthodes biologiques peuvent produire des rendements comparables à l'agriculture conventionnelle, la production nationale de riz, rien qu'au cours des six premiers mois, chute de 20 %. Le Sri Lanka, longtemps autosuffisant en production de riz, est contraint d'importer pour 450 millions de dollars de riz alors même que les prix intérieurs de cet aliment de base du régime alimentaire national ont bondi d'environ 50 %. L'interdiction a également dévasté la récolte de thé du pays, sa principale exportation et source de devises. Six mois plus tard, il doit faire machine arrière, en annonçant la levée de l'interdiction de tous les produits agrochimiques,. Confronté à des manifestations de colère, à une inflation galopante et à l'effondrement de la monnaie sri-lankaise, le gouvernement suspend finalement la politique, en février 2022, pour plusieurs cultures clés, dont le thé, le caoutchouc et la noix de coco, bien qu'elle se poursuive pour d'autres.

#### Crise politique de 2022 et démission
Le printemps 2022 est marqué par une crise politique qui commence par des manifestations provoquées par les difficultés économiques. Les participants réclament la démission des frères Rajapaksa de leurs fonctions respectives. Le 9 mai, après de violents affrontements entre partisans et opposants du pouvoir, le Premier ministre Mahinda Rajapaksa démissionne et est remplacé par Ranil Wickremesinghe.
La crise rejaillit cependant au début de l'été suivant avec la reprise des manifestations. Le 9 juillet, malgré l'instauration d'un couvre-feu la veille, des dizaines de milliers de manifestants marchent sur la résidence présidentielle au centre de Colombo, forçant le président à s'enfuir. Ce dernier est alors pris en charge par l'armée qui assure sa sécurité. La résidence du Premier ministre est également investie par les émeutiers qui l'incendient. D'importantes forces de police sont déployées dans la capitale économique pour tenter de disperser la foule à l'aide de gaz lacrymogènes.
Le même jour, le président du Parlement Mahinda Abeywardana annonce à la télévision que le président Rajapaksa devrait démissionner la semaine suivante, probablement le 13 juillet, afin « d'assurer une transition pacifique » du pouvoir. Cette démission mettra fin à une domination des Rajapaksa qui sont au pouvoir depuis 2005. Le Premier ministre annonce également son intention de démissionner.
Gotabaya Rajapaksa fuit sa résidence officielle à Colombo avant qu’elle ne soit prise d’assaut par des manifestants, et embarque sur un navire militaire en route pour une base militaire du nord-est de l’île. Le président du Parlement affirme que les législateurs désigneront le nouveau président député d’ici une semaine, mais aucun candidat ne semble rassembler une majorité de suffrages. Il tente ensuite sans succès de prendre le 12 juillet un vol pour Dubaï mais il est refoulé par les services de douane. Il signe alors sa lettre de démission datée du lendemain. Il quitte finalement le pays à bord d'un avion de l'armée pour se rendre aux Maldives le 13 juillet. Après sa démission, le Premier ministre Ranil Wickremesinghe doit lui succéder par intérim jusqu'à l'élection d'un nouveau président par le Parlement. Il nomme effectivement celui-ci pour assurer l'intérim. Cette décision provoque l'envahissement du siège du gouvernement par les protestataires alors que le président par intérim décrète l'état d'urgence et un couvre-feu et appelle les forces de sécurité à « faire le nécessaire pour rétablir l'ordre » pour ne pas « permettre aux fascistes de prendre le pouvoir ».
Le 14 juillet, Rajapaksa arrive à Singapour à bord d'un avion de ligne. Il envoie sa lettre de démission par mail au président du Parlement. Le jour même, les manifestants tentent sans succès de prendre d'assaut le Parlement mais ils sont repoussés par les forces de sécurité. Au même moment, ils se retirent du palais présidentiel et du siège du gouvernement, avant leur reprise par les forces de l'ordre.

## Distinctions
- 2009 : Doctorat honoris causa en droit de l'université de Colombo, en même temps que son frère, le président Mahinda Rajapaksa.